# Édgar Morales Pérez
Édgar Morales Pérez fue alcalde electo de Matehuala, San Luis Potosí, México, elegido el 1 de julio de 2012. Fue miembro del Partido Revolucionario Institucional (PRI).
El 12 de agosto de 2012, él y su jefe de campaña Juan Francisco Hernández Colunga fueron asesinados por disparos mientras conducía a casa luego de una fiesta de cumpleaños. La esposa de Hernández sobrevivió al ataque, pero no pudo identificar a los autores. Unos casquillos percutidos calibre .233 y 7.62 fueron hallados en la escena del crimen.
Varias publicaciones describen que el ataque fue parte de una ola de crímenes en general. El 9 de agosto, una camioneta con catorce cadáveres en la parte de atrás se había encontrado al lado de la carretera en el estado. En Veracruz el 12 de agosto, una familia de siete miembros, entre ellos cuatro niños, fueron encontrados decapitados.
El gobernador de San Luis Potosí, Fernando Toranzo Fernández respondió llamando a las fuerzas militares federales para reforzar la aplicación de la ley a lo largo de los estados.
La ceremonia de misa y el entierro de Morales Pérez y su jefe de campaña se llevaron a cabo el 13 de agosto.